# Anthonis Mor van Dashorst

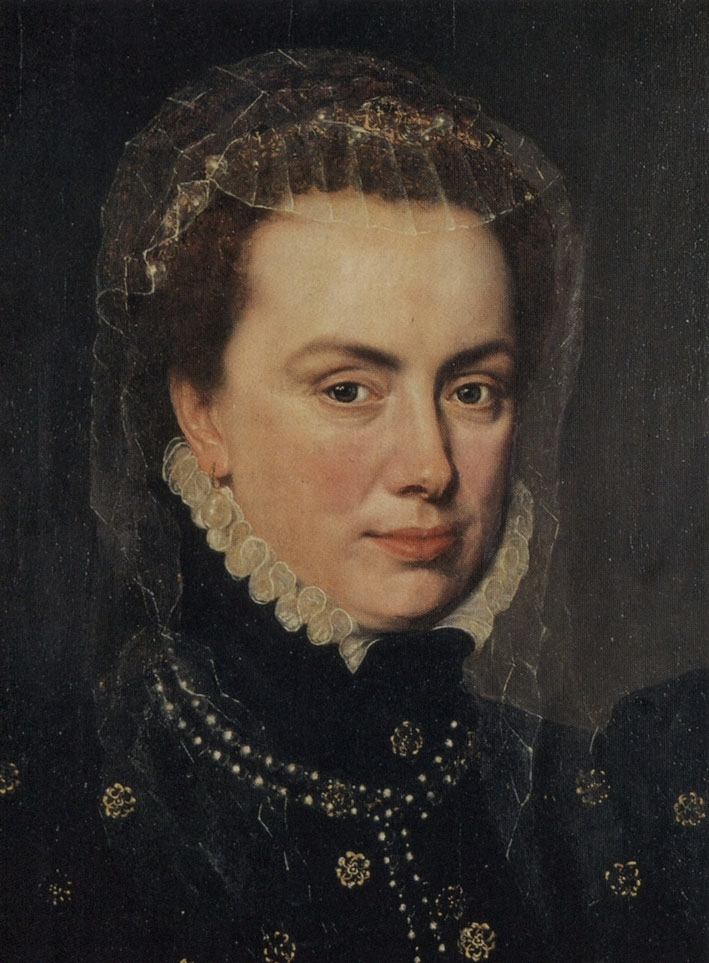
Portret van Margaretha van Parma

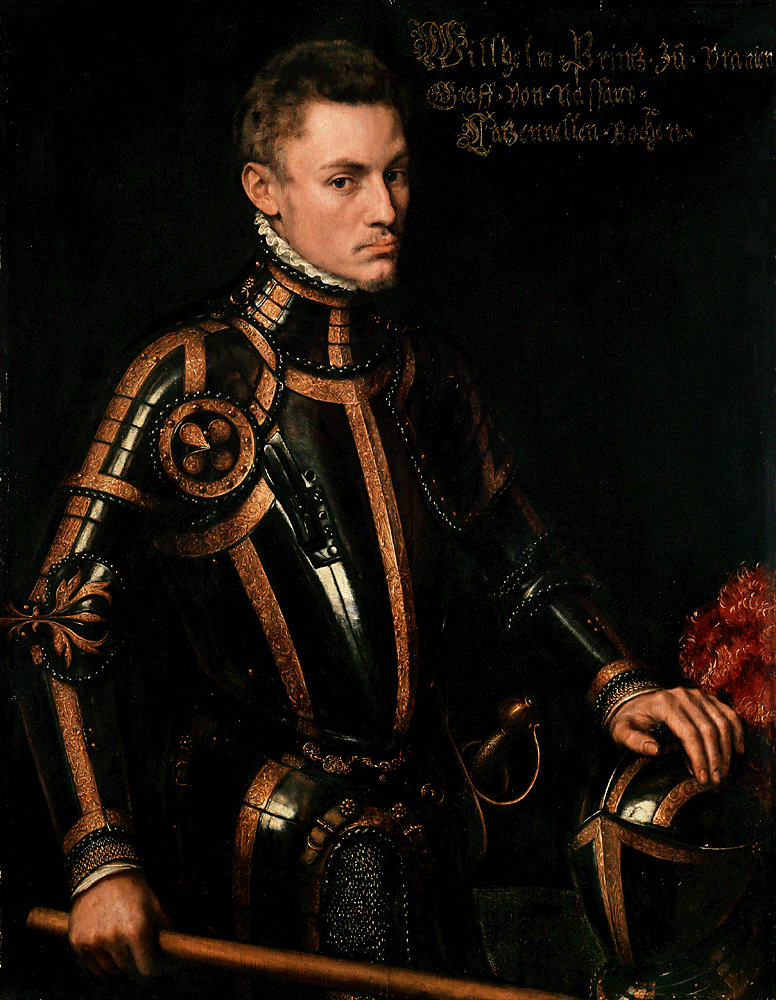
Portret van Willem van Oranje, 1555, Gemäldegalerie Alte Meister, Kassel

Anthonis Mor van Dashorst, ook Anthonie, Anthonis, Ant(h)onius of Antoon Mor of Antonio Moro genoemd, (Utrecht, circa 1519 – Antwerpen, 1575) was een Nederlands kunstschilder. Hij vervaardigde vrijwel uitsluitend portretten. Hij doorliep een spectaculaire loopbaan als portretschilder in dienst van de Habsburgers.

## Utrecht
Over het leven en de werkpraktijk van Anthonis Mor van Dashorst is weinig bekend. De geboortedatum van Mor wordt geplaatst tussen 1516 en 1519 en zijn sterfdatum circa 1575. In navolging van Carel van Mander gaat men ervan uit dat Mor een leerling van Jan van Scorel was. In 1547 registreerde Mor zich bij het Antwerpse Sint-Lucasgilde. Mor legde zich voornamelijk toe op het schilderen van portretten. Het is bekend dat Mor in Italië is geweest, maar niet wanneer.

## Antwerpen
De carrière van Mor neemt vlucht op het moment dat hij rond 1549 in contact kwam met Granvelle (1517-1586). Granvelle was een van de meest invloedrijke figuren aan het hof en een belangrijke mecenas. De kennismaking leidde in 1549 tot de portretopdracht van Granvelle aan Mor. Ook de hertog van Alva, Fernando Álvarez de Toledo (1507-1582), liet zich in 1549 portretteren door Mor. Tussen 1549-1550 maakte Filips II (1527-1598) een rondreis door de Nederlanden, en hierdoor bevonden zich veel belangrijke figuren aan en rond om het hof, onder andere keizer Karel V (1500-1558) en diens zussen Maria van Hongarije (1505-1558) en Eleonora van Frankrijk met hun gevolg. Dit was voor Mor een drukke en productieve tijd. Hij verbleef veel aan het hof en in de residentie van Granvelle en schilderde portretten van Filips en Eleonora van Frankrijk. Ook de hertogen en hertoginnen uit het gevolg en verschillende belangrijke Brusselse heren lieten zich door Mor in deze periode portretteren. Een van de leerlingen van Mor in deze periode was Alonso Sánchez Coello (ca. 1531-1588).

## Portugal
In het midden van 1550 vertrok Mor in opdracht van Maria van Hongarije naar Lissabon om de Portugese tak van de familie te portretteren. Waarschijnlijk reisde Mor via Valladolid, waar hij de portretten van keizer Maximiliaan II en zijn vrouw Maria, hun dochter Anna en de zoon van Filips II, Don Carlos, schilderde. In Lissabon portretteerde Mor koning João, koningin Catharina, kroonprins João en Filips’ toekomstige vrouw prinses Maria van Portugal.

## Engeland
Door de plotselinge dood van de Engelse koning Edward VI, in juli 1553, zag Karel V de mogelijkheid voor een alliantie tussen Spanje en Engeland. De verloving tussen Maria van Portugal en Filips II werd verbroken en de onderhandelingen begonnen voor een huwelijk met de Engelse troonopvolgster Mary Tudor (1516-1558). Tijdens deze onderhandelingen kreeg Mor de opdracht om naar Engeland te gaan en Mary te portretteren, de precieze datering van het portret is niet bekend. Dit werk werd in Engeland zeer gewaardeerd en na het huwelijk in juli 1554 werden er vele kopieën van gemaakt. Op 20 december 1554 benoemde Filips Mor officieel als schilder in vaste dienst.

## Brussel-Utrecht
In oktober 1555 deed Karel V afstand van de troon. Tijdens de plechtigheden en festiviteiten rondom de kroning van Filips als koning van Spanje zal Mor veel opdrachten hebben uitgevoerd, maar van deze werken zijn er helaas vele verdwenen of alleen via kopieën bekend. In deze periode schilderde hij een aantal van zijn belangrijkste werken, waaronder het Portret van Willem van Oranje (1555), het Portret van Alessandro Farnese (1557) en een nieuw Portret van Filips II. Andere belangrijke portretten uit deze periode zijn het Portret van Jane Dormer (1558), de portretten van Jean Lecocq en zijn vrouw (1559), en het Portret van Jan van Scorel (1559), dat later bij diens tombe zou worden gehangen. Na de dood van Mary Tudor in 1558 hertrouwde Filips in 1559 met Isabella de Valois. Van het portret dat Mor rond 1561 van haar schilderde is het origineel waarschijnlijk verloren gegaan. Ook uit deze periode stamt het enige bekende zelfportret van Anthonis Mor.

## Het Spaanse hof
Waarschijnlijk vergezelde Mor Filips, toen deze in 1559 terugkeerde naar Spanje. Het verblijf van Mor in Spanje wordt bevestigd door de brieven die Filips met enige regelmaat naar Mor stuurt nadat deze in 1561 weer was vertrokken. In deze brieven vroeg Filips meerdere malen om de terugkeer van de schilder naar het hof, maar Mor zou nooit aan dit verzoek voldoen. Werken die door Mor vermoedelijk in Spanje geschilderd zijn onder andere het Portret van Juana van Oostenrijk en het Portret van Don Carlos. Een veel geprezen werk uit deze periode is het Portret van Pejerón, de nar van graaf van Benavente en de hertog van Alva. Over de reden van zijn vertrek is uitgebreid gespeculeerd. Volgens Carel van Mander ging Mor te vertrouwelijk om met de koning en wekte dit de achterdocht van de Inquisitie.

## Terug in de Nederlanden
Bij terugkeer reisde Mor waarschijnlijk heen en weer tussen Utrecht, Antwerpen en Brussel. Hij had in deze periode regelmatig contact met Granvelle en werkte ook nog voor het hof, waar hij Margaretha van Parma portretteerde. Vanaf het moment van zijn terugkeer ging Mor zich toeleggen op portretten van burgers, vooral van de Antwerpse handelselite en hun vrouwen. Naast deze werken, onder andere het Portret van Thomas Gresham (1565-1570) schilderde hij ook kunstenaars als de Utrechtse goudsmid Steven van Herwijk (1564). Deze werken verschillen van de opdrachten die Mor voor het hof uitvoerde en laten een andere kant van zijn vaardigheden zien. Door het vertrek van Granvelle in 1564 en door de toenemende sociale en politieke onrust kreeg Mor financiële problemen. Een deel van die problemen werden opgelost door de opdrachten en gunsten die Mor kreeg van de hertog van Alva. Vanaf 1568 was Mor in Antwerpen gevestigd en in 1572 liet hij zich registreren als meester bij het Antwerpse gilde. Mogelijk bezocht Mor in 1568 nogmaals Engeland, gezien het Portret van een edelman met hond en het Portret van Sir Henry Lee. In 1559 en 1562 schilderde Mor de portretten van Margaretha van Parma. Anna van Oostenrijk verbleef een periode in Antwerpen tijdens haar reis naar Spanje en Mor portretteerde haar daar in 1570. Dit is het laatste bekende werk dat hij in opdracht van het hof schilderde.
Hierna wordt het stiller rondom Mor, misschien ook door de concurrentie van schilders Adriaen Thomasz. Key, Frans Pourbus de Oudere en Frans Floris die in een vergelijkbare stijl werkten. Het laatste bekende portret is dat van Hubertus Goltzius uit 1576. Mor legde zich in de laatste jaren toe op vooral religieuze en mythologische werken, maar op dit gebied zou hij nooit zijn succes als portretschilder evenaren.

## Musea
Een groot aantal schilderijen van Mor bevindt zich in het Museo del Prado in Madrid, maar ook andere musea, waaronder het Mauritshuis in Den Haag, het Rijksmuseum in Amsterdam en het Louvre in Parijs, bezitten werken van zijn hand.

## Bron en referentie
Wamel, van M.G. PICTOR REGIS. Anthonis Mor van Dashorst en zijn positie als schilder aan het Habsburgse hof. Universiteit van Amsterdam, bachelor scriptie, juni 2009
Wamel, van M.G. Plumas y pinceles / Pennen en pinceelen. The portraits by Anthonis Mor van Dashorst and the treatises by Francisco de Holanda and Felipe de Guevara; a study into the mutual influences and the exchange of ideas on sixteenth century painting and portraiture. Universiteit van Amsterdam, scriptie Researchmaster, juni 2011 